# 木兰科
木兰科（學名：Magnoliaceae）是被子植物中木兰目的一科，分为两个亚科：木兰亚科（Magnolioideae）與單型的鹅掌楸亚科（ Liriodendroideae）。由于全科形态相似，目前对该科属的数量尚未达成共识。尽管木蘭科下已确认了17个属，但很多学者选择将木兰亚科内的所有属合并至木蘭屬（Magnolia），这样一来木兰科便只剩下两个属，即木兰属与鹅掌楸属（Liriodendron）。中国学者一般习惯将木兰属拆成多个属的小属分类，而欧美地区2属分类更多。
木兰科約有300个物种，主要分布於亚洲东南部、北美洲东南部、中美洲及大、小安的列斯群岛、墨西哥、哥伦比亚、委内瑞拉和巴西东部等地区的热带、亚热带和温带，以靠近北回归线南北10°为最盛。不同於大多数被子植物的轮生花（顺序轮状排列的花），木兰科的雄蕊和雌蕊群在锥形花托上呈螺旋状排列，該特點曾在一些史前化石植物中發現，被认为是被子植物的基础或早期性狀。部分木蘭科植物的花沒有明显分化为萼片和花瓣，而晚近時期出現的被子植物往往具有分化明显的萼片和花瓣。
由于生存策略落后等原因，木兰科植物有许多都面临着灭绝的风险。

## 下级分类
- 木兰科 Magnoliaceae
  - 木蘭亚科 Magnolioideae
    - 木蘭族 Magnolieae
      - 单性木蘭属 Kmeria（5种）
      - 木蘭屬 Magnolia（約128–210种）
=木莲属 Manglietia（異名）
      - 厚壁木属 Pachylarnax（2种，其中就包括华盖木）

    - 含笑族 Michelieae
      - 南洋含笑属 Elmerillia（4种）
      - 含笑属 Michelia（49种）

  - 鹅掌楸亚科 Liriodendroidae
    - 鹅掌楸属 Liriodendron（2种）

### 夏念和系统
该系统于2012年由夏念和提出，由于鹅掌楸亚科无变化且只有一属，故此处省略。
- 木兰科 Magnoliaceae
  - 木蘭亚科 Magnolioideae
    - 南美盖裂木属 Dugandiodendron
    - 盖裂木属 Talauma
    - 长喙木兰属 Lirianthe
    - 天女花属 Oyama
    - 厚朴属 Houpoea
    - 木莲属 Manglietia
    - 单性木兰属 Kmeria
    - 焕镛木属 Woonyoungia
    - 北美木兰属(木兰属) Magnolia
    - 厚壁木属 Pachylarnax
    - 拟单性木兰属 Parakmeria
    - 玉兰属 Yulania
    - 长蕊木兰属 Alcimandra
    - 香木兰属 Aromadendron
    - 含笑属 Michelia

## 延伸閱讀
- Hunt, D. (编). . International Dendrology Society & Magnolia Society. 1998. ISBN 0-9517234-8-0.
- Cicuzza, D.; Newton, A. & Oldfield, S.  (PDF). Cambridge, UK: Fauna & Flora International（英语：Fauna and Flora International）. 2007. ISBN 978-1-903703-23-6.
- Xu, F.; Rudall, P.J. . Plant Systematics and Evolution（英语：Plant Systematics and Evolution）. 2006-04, 258 (1–2): 1–15.